# Ischnorhina williamsi
Ischnorhina williamsi är en insektsart som beskrevs av Victor Lallemand 1924. Ischnorhina williamsi ingår i släktet Ischnorhina och familjen spottstritar. Inga underarter finns listade i Catalogue of Life.